# Kapitaï y Koba

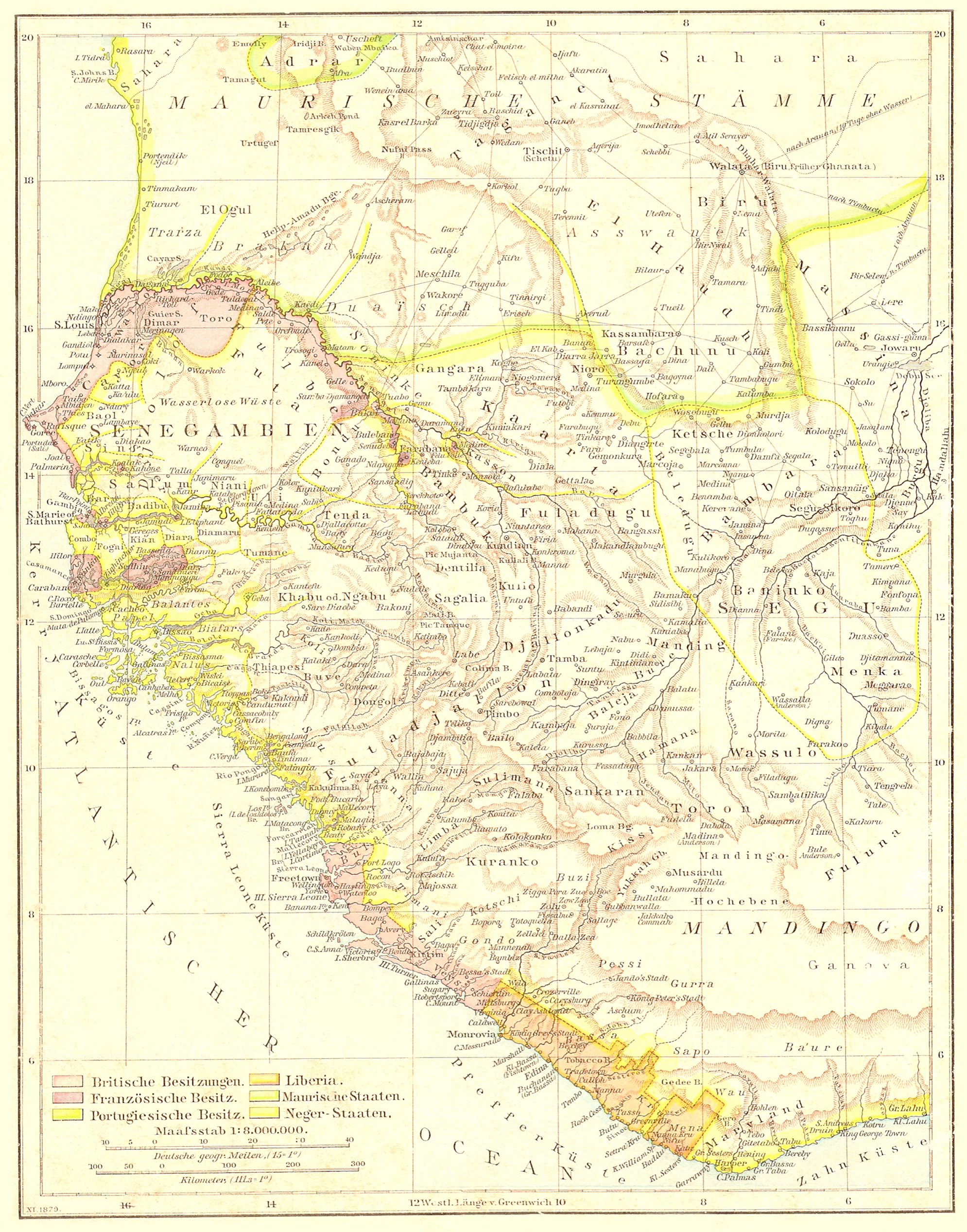
Senegambia en 1881: Los ríos Dubréka y Dembia desembocan en la bahía etiquetada como Sangari, con las islas de Los marcados como un área de interés británico.

Kapitaï y Koba (también conocidas como Kabitai y Coba o Kobah) fueron dos áreas en la costa de África occidental que fueron objeto de iniciativas coloniales alemanas en 1884 y 1885. Se encuentran entre los ríos Pongo y Dubréka, al sur de Senegal, y Gambia en la Guinea moderna; en los términos comúnmente utilizados en el siglo XIX, se consideraban parte de Senegambia. La colonia alemana, de corta duración, era conocida como colonia Dembiah o Colinslandia (nombrada así por su fundador).

## Los intereses empresariales de Friedrich Colin

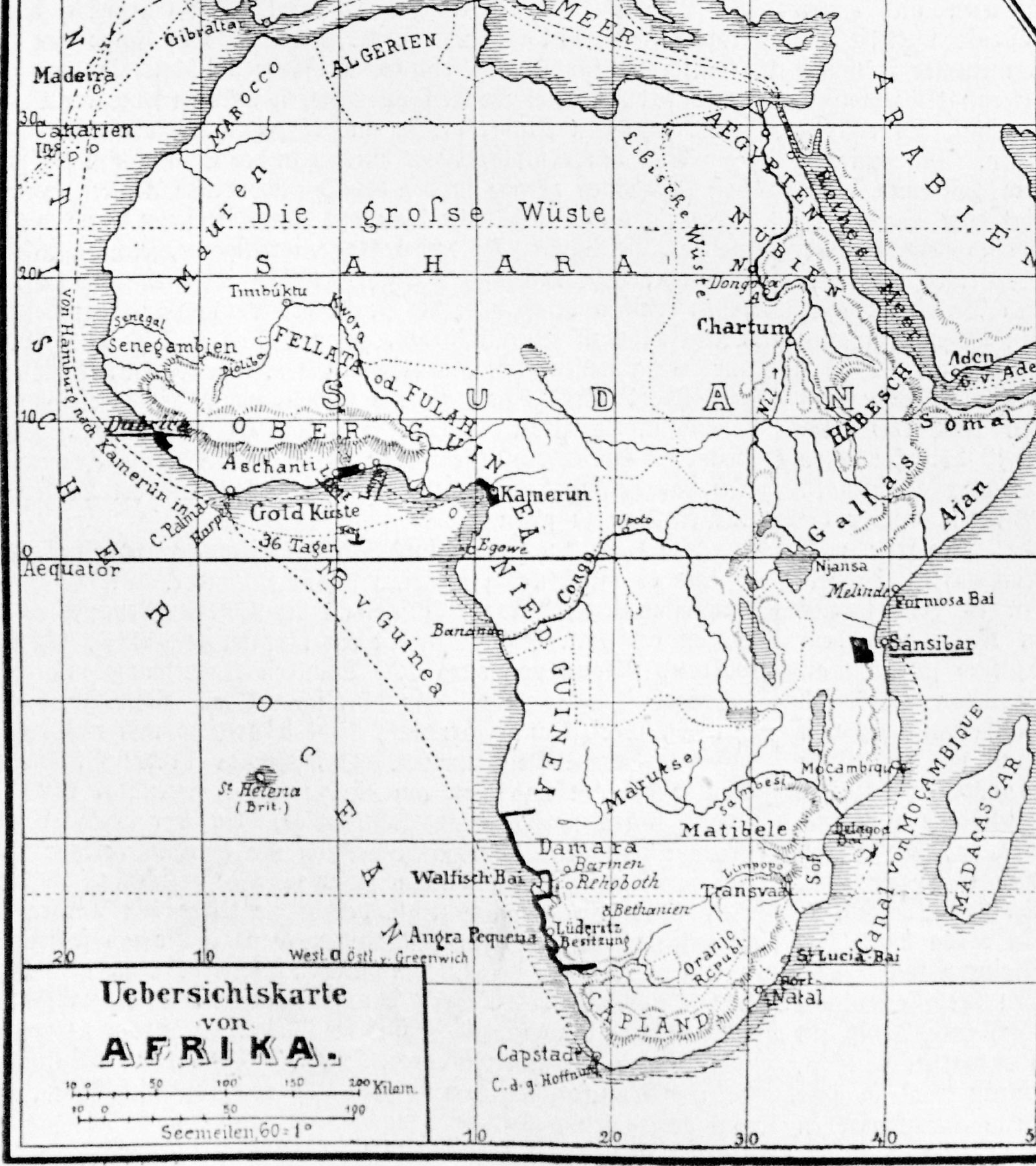
Mapa de 1885 de las posesiones alemanas en África: Kapitaï y Koba se muestran como Dubrica.

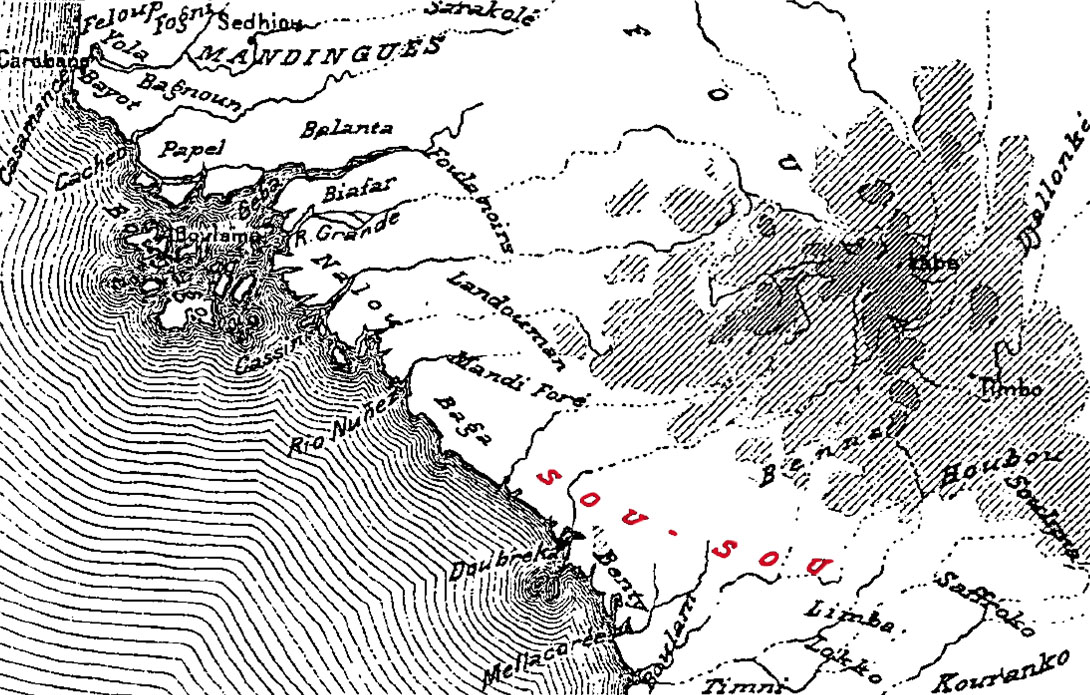
Mapa detallado de la Baja Guinea con las áreas pobladas de Baga y Sousou (finales del).

El empresario Friedrich Colin de Stuttgart había estado comercializando en África Occidental desde 1870 en nombre de una empresa francesa. En 1882, Francia reclamó la región como parte de su territorio Rivières du Sud, aunque no actuó para obtener un control efectivo. Como resultado de este reclamo, Colin se separó de sus socios franceses y creó su propia compañía, si bien el Deutscher Kolonialverein declinó en darle cualquier soporte. En 1883 y 1884, con el apoyo de su hermano Ludwig, un director del Württembergische Vereinsbank en Stuttgart, Colin estableció puestos comerciales propios en las áreas no reclamadas de los baga y los susu y en el río Dubréka, incluyendo uno en Bramaia, y firmó acuerdos con los gobernantes locales. En la misma región también había un puesto comercial francés y uno británico, con empleados alemanes. En la reunión del 28 de abril de 1884 entre el canciller Otto von Bismarck y empresarios que comerciaban en África, Colin pidió al gobierno que protegiera sus posesiones anexando territorios de Rivières du Sud.
El 9 de marzo de 1885, junto con socios de Hamburgo, Colin fundó la empresa Fr. Colin, Deutsch-Afrikanisches Geschäft en Fráncfort del Meno, para explorar y desarrollar el comercio con África Occidental y, en particular, para llegar a la fuente del Níger en las montañas Futa Yallon. El capital de la fundación era de 600.000 marcos de los cuales 420.000 marcos eran directamente suscritos en Fráncfort, con acciones a un valor nominal de 10,000 marcos. Los puestos comerciales de Colin en África se incorporaron a la nueva empresa. A través de su hermano, Colin pudo traer a bordo socios y patrocinadores como el príncipe Hermann zu Hohenlohe-Langenburg, el conde Friedrich von Frankenberg y Ludwigsdorf, freiherr Karl von Varnbüler, los banqueros Albert Andreae de Neufville y Julius Stern, así como los negociantes Adolf von Brüning, Gustav Godeffroy, Leopold Schoeller y Gustav Siegle. Estos nombres le aseguraron la buena voluntad del Ministerio de Asuntos Exteriores.

## Estableciendo “Colinslandia”

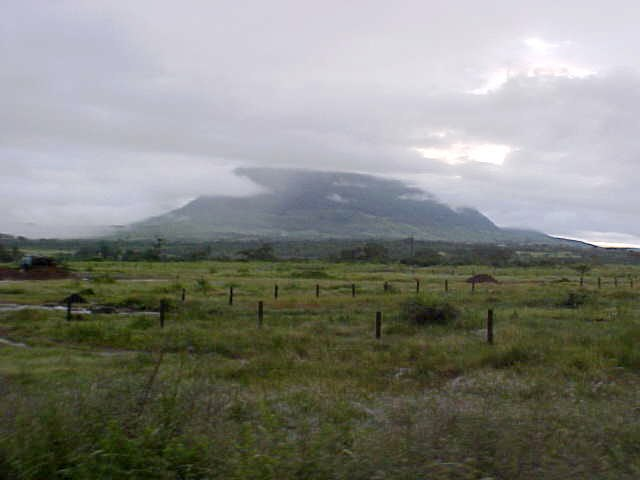
El paisaje entre Conakri y Kamsar, anteriormente Koba (2001).

La tierra que Friedrich Colin reclamaba consistía en cinco pequeños reinos: Kapitaï, Koba, Bramaia, Dubréka y Sumbuja, de los cuales solo los dos primeros eventualmente quedaron bajo protección imperial. El Kapitaï montañoso y boscoso (también Capitay, Kapitay, Kabitai o Khabitaye) yacía entre los ríos Dembiah y Dubréka a unos 400–500 metros sobre el nivel del mar y cubría alrededor de 1.650 km² en la actual prefectura de Dubréka. La ciudad principal era Iatia (Yatiya). El pequeño reino de Koba (Kobah) estaba al norte en una llanura entre los ríos Dembiah y Pongo, cubriendo unos 660 km² en la moderna prefectura de Boffa, con su ciudad principal en Taboria (Taboriya). En ese momento, Koba era rica en palmeras, kola, nueces y otros árboles. Kapitaï tenía árboles de caucho, pero era más conocido por su mineral de hierro, debido a que su nombre local se traducía como "tierra de los herreros". Ambos eran adecuados para el establecimiento de plantaciones de café o algodón. Juntos, Kapitaï y Koba tenían alrededor de 30-40.000 habitantes que eran predominantemente musulmanes.. Kapitaï comprendía alrededor de 48 aldeas, Koba unas 45.  El comercio exterior se realizaba principalmente por trueque, intercambiando caucho y copal por tela de algodón, licor, pólvora y llaves de chispa.
Al sur, el reino de Sumbuja (también Sumbaylandia, Simbaya, Symbaya o Sumbujo) en la moderna prefectura de Coyah, con su centro en Wonkifong, había caído en desorden en 1884 tras la muerte de su gobernante. Los agentes locales de Colin, Louis Baur, Eduard Schmidt y Johannes Voss firmaron un acuerdo con uno de los pretendientes al trono, Mory Fode, el 11 de julio de 1884, y el 13 de julio firmaron otro con Alkali Bangali, gobernante de Kapitaï.: 340 : 345 Después de firmar un acuerdo idéntico con Allie Te Uri de Koba el 10 de octubre de 1884, Colin propuso en una carta a Bismarck el 12 de octubre que el Imperio alemán debería asumir el estatus de protector de estos territorios.: 155 El rey Bala Demba de Dubréka, padre del rey de Kapitaï, también envió una carta, enviada a Berlín por Colin, en la que le pidió al kaiser Guillermo I que enviara comerciantes y prometió protegerlos.: 241 
Los acuerdos algo ambiguos con los reyes Mory y Alkali garantizaban, a cambio de un salario anual de $200, que Sumbuja y Kapitaï no firmarían acuerdos con otras potencias sin la aprobación de Alemania, y dejarían los acuerdos comerciales a Colin. Las familias reales, sus súbditos y todos los países debían ser puestos bajo la "protección" alemana, y las disputas entre europeos y africanos se regían por la ley alemana. Mory y Alkali debían otorgar tierras a Colin sin ningún cargo para la construcción de carreteras, caminos, puentes, ferrocarriles y escuelas misioneras alemanas, y proporcionar los trabajadores necesarios para la construcción y el mantenimiento.: 345 

## Reclamaciones francesas y expedición de Nachtigal

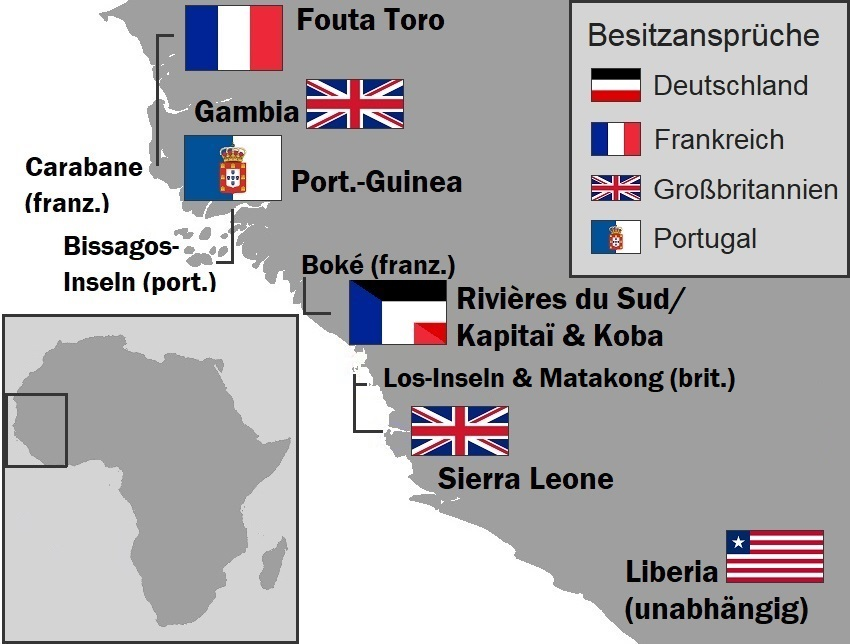
Los reclamos europeos en la costa de África Occidental en 1885, Rivières du Sud, incluyendo Kapitaï y Koba fueron disputados por Francia y Alemania.

Ya en 1880, los agentes coloniales franceses de Senegal habían firmado acuerdos con otros jefes y reyes de la región. Por lo tanto, el gobierno francés reclamó todo el territorio entre el río Pongo al norte y Sierra Leona en el sur. Francia impuso aranceles aduaneros a las mercancías traídas a la región desde Europa y exigió certificados de salud y matrícula de anclaje a los buques visitantes.
En junio de 1884, el Comisionado Imperial para África Occidental Alemana (más tarde Togo y Camerún), Gustav Nachtigal, y su representante, Max Buchner llegaron a bordo de los buques de guerra SMS Möwe y SMS Elisabeth con el objetivo de probar las reclamaciones alemanas contra las de Francia. Nachtigal le presentó a Bala Demba una respuesta del emperador alemán Guillermo I y una espada dorada del Renacimiento como regalo. (Otro regalo, una estatua ecuestre de hierro del emperador, no se presentó por consideración a la proscripción de imágenes en el islam).
Sin embargo, la esperada conclusión de un tratado de protección no tuvo lugar. Según Buchner, Bala Demba estaba "aparentemente en contra de la escritura". Nachtigal y Buchner, por lo tanto, regresaron a sus barcos y se marcharon. Alarmada por los tratados de Colin y la presencia de buques de guerra alemanes, el 3 de septiembre de 1884 Francia estableció formalmente un protectorado en todo Bramayalandia (Bramiah, en la actual prefectura de Fria) y extendió sus reclamos al Futa Yallon (fuente de los ríos Níger, Senegal y Gambia).

## La expediciónAriadne

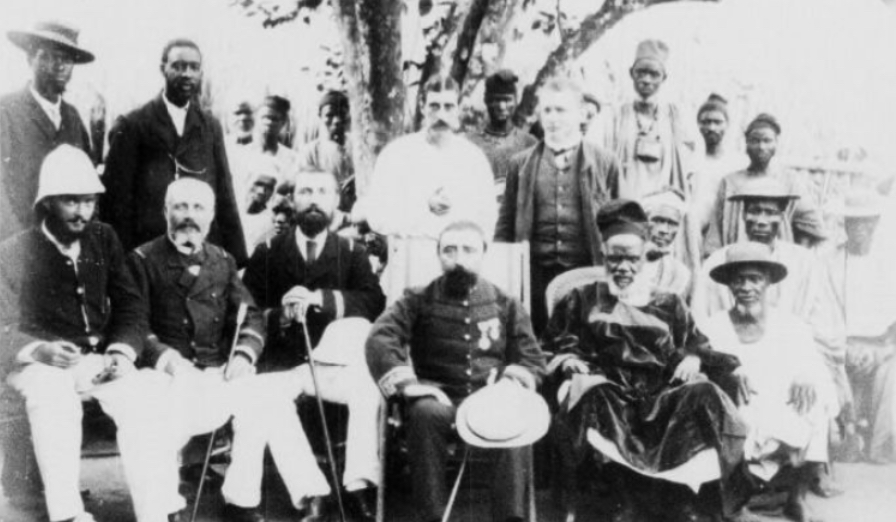
El rey William Fernández de Bramiah (frente, segundo desde la derecha) con el futuro gobernador Jean-Marie Bayol alrededor de 1885.

A diferencia de Nachtigal, que consideraba que las reclamaciones francesas hacían que las condiciones no fueran adecuadas para las adquisiciones coloniales alemanas en Senegambia o Guinea, Colin no reconoció los derechos franceses y en octubre de 1884 instó al gobierno a enviar otro buque de guerra para proteger sus posesiones. El gobierno se comprometió a hacerlo en noviembre de 1884 y, a fines de diciembre del mismo año, el SMS Ariadne llegó a la desembocadura del Dubréka y puso a la región bajo protección alemana. El Ariadne se dirigió a lo largo de los ríos Dubréka y Dembia a fines de diciembre de 1884. El 1 de enero de 1885, un lanchero de vapor llevó al teniente comandante Chüden, al teniente du Bois, al teniente Oppenheimer y a otros cinco alemanes a tierra. Al igual que Colin, Chüden no consideraba que las áreas que visitaba fueran territorio francés. El rey de Bramiah, William Fernández, recibió a Chüden de manera hospitalaria y estuvo dispuesto a cooperar, pero dijo que ya había firmado acuerdos con Francia, más recientemente el 4 de septiembre de 1884. Por lo tanto, Chüden abandonó el plan para levantar la bandera alemana allí.
Al día siguiente, los alemanes fueron a Yatiya (Jatia) donde Chüden se reunió en el rey de Kapitaï, Alkali Bangali. El 2 de enero de 1885, finalmente izó la bandera alemana en la bahía de Sangaréah en presencia del rey, los oficiales alemanes y algunos marineros. Kapitaï fue desde entonces considerada propiedad de la casa de F. Colin en Stuttgart. El rey de Koba, Allie Te Uri, se opuso a las demandas francesas de cooperación y acordó voluntariamente con los representantes alemanes levantar la bandera alemana en tres de sus aldeas entre el 4 y el 6 de enero de 1885. Estas izadas de la bandera fue comunicada al vecino puesto militar francés de Boffa.
El 6 de enero de 1885, el emperador Guillermo I emitió una carta oficial de protección para las colonias Dubréka y Dembia. Colin aceptó pagar el costo de construir una administración colonial alemana, pero esto nunca pasó. Como resultado de la Conferencia de Berlín, Francia y Alemania comenzaron a delinear sus esferas de influencia a partir de febrero de 1885. El objetivo de Bismarck era debilitar el revanchismo francés y alentar sus ambiciones coloniales, el cual tendría el efecto de enfrentar Francia en contra Gran Bretaña.

## Acuerdo con Francia
Después de la muerte de Nachtigal, en abril de 1885, el embajador alemán en París, el príncipe Clodoveo de Hohenlohe-Schillingsfürst, buscó un acuerdo con Francia. Los intereses de Colin no fueron los únicos considerados: la firma alemana de Wölber & Brohm estaba haciendo campaña para redondear las fronteras de Togolandia a cambio de renunciar a Kapitaï y Koba, y Bismarck valoró más las buenas relaciones con Francia que intentar proteger las posesiones de Colin. Por otro lado, el primo del embajador, el príncipe Hohenlohe-Langenburg, quien formó parte de la junta de la compañía de Colin, trató de persuadirlo para que pidiera a Francia que renunciara a sus reclamaciones sobre Kapitaï y Koba, de lo contrario la compañía de Colin sufriría pérdidas significativas. Las negociaciones se detuvieron en el verano de 1885, pero cuando se reanudaron en noviembre del mismo año, la amenaza de Herbert von Bismarck hacia París de que "si fuera necesario, Alemania definitivamente se establecería en la bahía de Sangaréah" fue solo un engaño para forzar una decisión.
En el protocolo franco-alemán del 24 de diciembre de 1885, Alemania finalmente reconoció la soberanía de Francia sobre la región.: 202 : 16  A cambio, el Imperio alemán recibió Batanga en Camerún y Anecho en Togo como compensación. El "negocio germano-africano" de Colin cayó bajo la jurisdicción francesa y el príncipe Hermann zu Hohenlohe-Langenburg se retiró de la compañía.

## Era moderna
En la moderna Guinea Koba, junto con Taboriya, forman la subprefectura de Koba-Tatema en la prefectura de Boffa. Khabitaye es un parque nacional de 4.900 hectáreas, mientras que el antiguo centro administrativo de Yatiya en Kapitaï ahora se encuentra dentro de la subprefectura de Khorira.

## Literatura
- Brockhaus’ Conversations-Lexikon, Supplementband. Leipzig, 1887
- Herrmann Chüden: Die Neger-Königreiche Coba und Kabitai, die Sangareah-Bai und die in dieselbe einmündenden Flüsse, en: Annalen der Hydrographie. vol. 13, nr. 6, 1885, p. 321
- Norbert B. Wagner: Archiv des Deutschen Kolonialrechts (PDF; 2,0 MB) Brühl/Wesseling, 2008
- August Totzke: Deutschlands Kolonien und seine Kolonialpolitik. Bruns: Minden i. W. 1885, p. 229. (Digitale Sammlung der Universitäts- und Landesbibliothek Münster)